# كالي (شيطان)

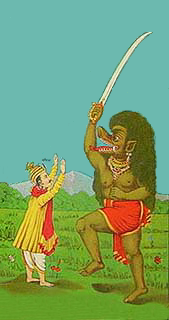
صورة الشيطان كالي

كَلي (بالسنسكريتية: कलि، من جذر يعني المعاناة والأذى والأسى) هو رب عصر كالي يوغا وعدو كالكي التجسد العاشر والأخير للإله فيشنو في الهندوسية. وحسب فيشنو بورانا فهو مظهر سلبي لفيشنو ويعمل على تدمير هذا العالم بالتعاون مع أسرته الشريرة. وهو شكل بدائي للشيطان كروني وتجسده كاليان في الميثولوجيا اليافالية.
كما توضح الصورة أن «كلي» متمثل في شخص رجل.